# جیکس ران (ویرجینیای غربی)
جیکس ران (به انگلیسی: Jakes Run) یک منطقهٔ مسکونی در ایالات متحده آمریکا است که در شهرستان مونونگالیا، ویرجینیای غربی واقع شده‌است. جیکس ران ۳۰۷٫۸۵ متر بالاتر از سطح دریا واقع شده‌است.